# إتس أول تيرز
اتس أول تيرز هذه الاغنية المنفردة تم إصدارها في ألمانيا عام 1997, وتم إعطائها لدي جي. وفي وقت لاحق ظهرت في ذا سنجل كولكشن. إن الأغنية تتوقف فجاة في نهايتها ولكن ذلك ليس خطأ.

## ترتيب الأغاني
It's All Tears (Drown in This Love) – 3:47 .1

The Heartless (Club Remix) – 3:58 .2